# Stenosturmia peruana
Stenosturmia peruana är en tvåvingeart som beskrevs av Townsend 1929. Stenosturmia peruana ingår i släktet Stenosturmia och familjen parasitflugor.
Artens utbredningsområde är Peru. Inga underarter finns listade i Catalogue of Life.